# Москаев, Владимир Иванович
Москаев Владимир Иванович (20 апреля 1930 —  27 января 1974) — русский советский художник, живописец, член союза художников СССР, представитель художников Верхневолжья.

## Биография
Владимир Иванович Москаев родился в 1930 году в г. Кулебаки, Горьковской области. В 1947 году приехал в г. Горький, где поступил в Горьковское художественное училище. Не окончив училища, в 1951 году был призван в советскую армию. В 1954 году был восстановлен в Горьковском Художественном училище, и окончил его с отличием. По направлению училища в 1957 году приехал в город Калинин. 
Первые несколько лет преподавал рисунок в Калининском педагогическом институте, затем несколько лет вел класс живописи в Калининской городской детской художественной школе. По итогам областной выставки молодой художник был принят на работу в областное отделение Художественного фонда РСФСР. 
С 1958 года регулярно посещает Академическую дачу художников, дом творчества «Горячий ключ». Там он знакомится с Ю. П. Кугачем, А. П. и С. П. Ткачевыми, В. Н. Гавриловым и другими опытными художниками. В 1962 году в Москве на всесоюзной выставке молодых художников экспонировался пейзаж «Порыв ветра» — это было первое выступление художника на такой представительной выставке. 
В этом же году В.И.Москаев был принят кандидатом в члены Союза художников СССР. В 1963 году на областной выставке В.И.Москаев выступил с двумя произведениями: «Совещание бригадиров». В 1964 году это произведение было экспонировано на Всесоюзной художественной выставке «Расцветай, земля колхозная». Это был большой успех молодого художника. У картины было два варианта, оба были интересны. Первый вариант экспонировался на всесоюзной художественной выставке. Второй приобретен в выставочный фонд Художественного фонда РСФСР.
В середине 1960-х годов художник пишет картину «Беспокойная молодость». Почти каждое произведение его связано с деревней. Его по праву называют художником сельской темы.
Он подолгу работал и жил в деревенском доме около Академической дачи, в деревне Желниха под городом Вышний Волочёк. Где-то там и родилась основная часть его произведений.
В связи с тяжёлой болезнью сердца творчество художника осталось незавершенным… В 1974 году В. И. Москаев скончался. Похоронен в г. Тверь

## Творчество
В наследие художника входит более сотни известных картин. Часть картин размещены на https://Moskaev.ru , экспонируются в Тверской картинной галерее, хранятся в частных коллекциях и организациях.
Самые известные работы:
- Совещание бригадиров (1961—1963 гг.)
- Углич (1963—1964 гг.)
- Снег выпал (1964 г.)
- Лето. Облачный день. (1964 г.)
- Дом бабы Ани (1965 г.)
- На репетицию , Деревенский дворик. Осень. , Первая весна (1967 г.)
- Во ржи (1968 г.)
- Бурный день, Начало осени, Стерня. (1969 г.)
- Летний день, деревня Желниха(1970 г.)
- Пасмурный день,Туманное утро, Теплый вечер (1971 г.)
- Библиотека переехала (1972 г.)
- Зимний вечер (1974 г.)

## Участие в выставках
- 1957 г. - Областная выставка произведений художников г. Горький
- 1962 г. — Всесоюзная выставка произведений молодых художников г.Москва, Выставка произведений художников г. Калинин в городах Кишинёв и Тирасполь.
- 1963 г. — Областная художественная выставка г. Калинин
- 1964 г. — Всесоюзная художественная выставка «Расцветай, земля колхозная!» г. Москва, Зональная выставка «Большая Волга» г. Куйбышев, Весенняя выставка произведений калининских художников г. Калинин, Выставка произведений калининских художников в Кимрском краеведческом музее г. Кимры, Групповая выставка произведений калининских художников г. Калинин.
- 1965 г. — Выставка произведений художников г. Калинина г.Хямеенлинн, Финляндия. Выставка произведений калининских художников в селе Максатиха Калининской обл.
- 1966 г. — Весенняя выставка произведений калининских художников г. Калинин
- 1967 г. — Зональная выставка «Большая Волга» г. Волгоград.,Областная юбилейная выставка, посвященная 50-летию Великой Октябрьской социалистической революции, г. Калинин.
- 1968 — выставка «Памятники архитектуры, истории и культуры в произведениях калининских художников», г. Калинин, Групповая выставка произведений калининских художников г. Калинин, Выставка произведений калининских художников г. Божецк, Калининской области. Выставка произведений калининских художников поселок Сонково, Калининской обл.
- 1969 г. — Юбилейная зональная выставка «Большая Волга», посвященная 100-летию со дня рождения В. И. Ленина г. Ульяновск.,Выставка произведений калининских художников г. Бологое Калининской обл.,Выставка произведений калининских художников с.Максатиха Калининской обл.
- 1970 г. — Областная юбилейная выставка произведений калининских художников, посвященная 100-летию со дня рождения В. И. Ленина г. Калинин.
- 1971 г. — Областная художественная выставка г. Калинин.
- 1972 г. — Областная художественная выставка г. Калинин.
- 1974 г. — Выставка произведений калининских художников в г. Хямеенлинн ,Финляндия.